# 앨런 크로슬랜드

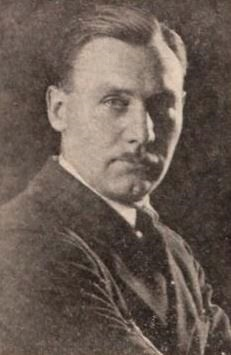

앨런 크로슬랜드(Alan Crosland, 1894년 8월 10일 ~ 1936년 7월 16일)는 미국의 무대 배우이자 영화 감독이다. 1927년 작품 재즈 싱어에서 목소리가 들어간 최초의 장편 영화를 감독한 것으로 알려져 있다.
뉴욕주 뉴욕의 유대계 미국인 가정에서 태어나 다트머스 대학교를 졸업했다.
로스앤젤레스 선셋 대로에서 1936년 자동차 사고로 41세의 나이로 사망했다. 할리우드 포에버 묘지에 묻혔다.